# Thomas Daley (Diplomat)

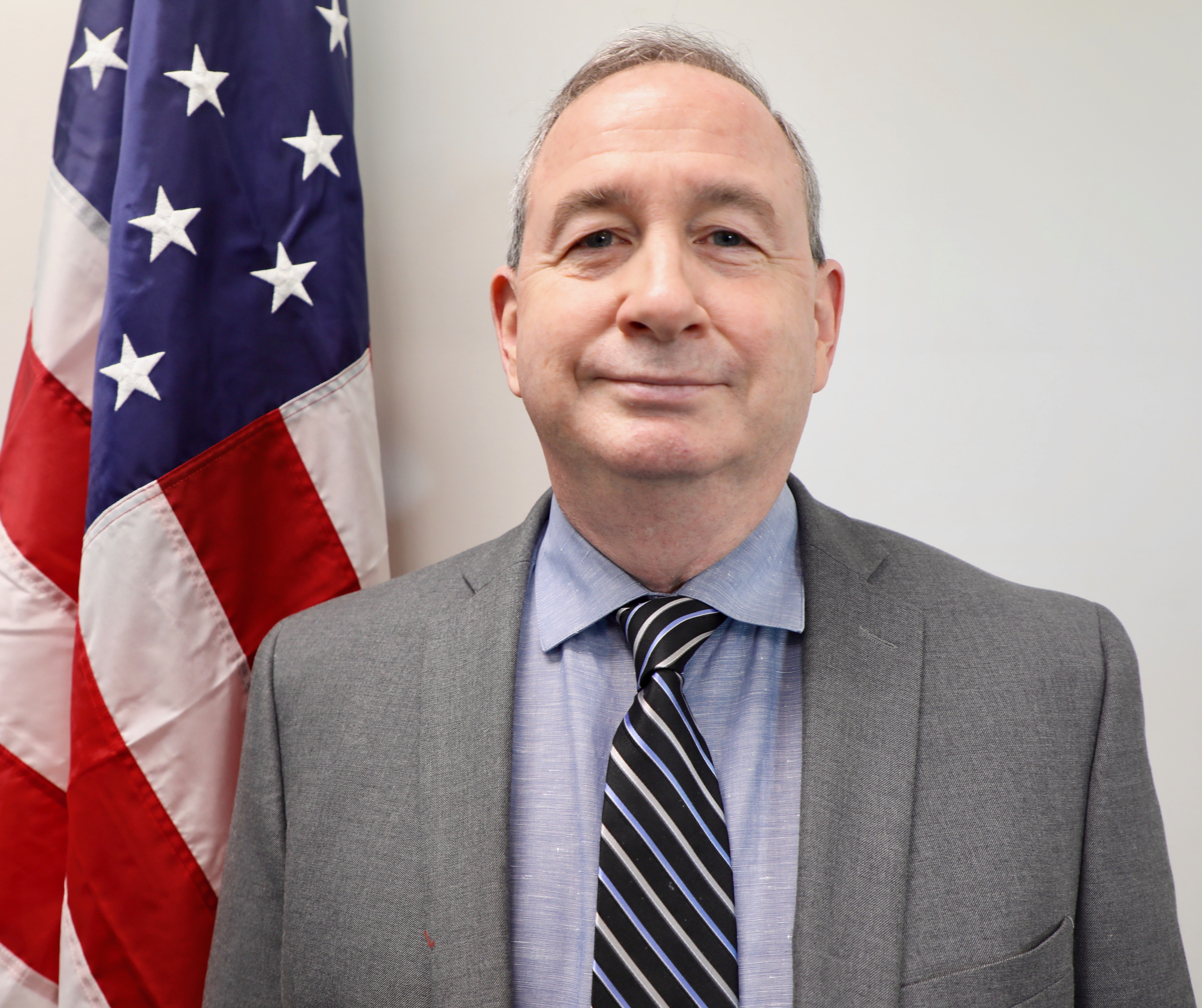
Thomas Daley (2021)

Thomas „Tom“ Edward Daley ist ein US-amerikanischer Diplomat. Er stammt aus Chicago (Illinois).

## Werdegang
In Washington arbeitete Daley als IO/EDA und als Stabsassistent des stellvertretenden Ministers für Wirtschaft und  Unternehmen. Im Rahmen des Weinberg-Stipendienprogramms des Außenministeriums erhielt er einen Master of Public Policy an der Princeton University.
Im Ausland war Daley für das Außenministerium in Pristina (Kosovo) und Lagos (Nigeria). Er leitete die wirtschaftspolitische Abteilung der US-Botschaft in Vientiane (Laos) und des regionalen Botschaftsbüros in Basra (Irak), war stellvertretender Leiter des US-Konsulats in Medan (Indonesien) und Chef der APEC-Verbindungsstelle in Bangkok (Thailand). In Juba (Südsudan) war Daley Botschaftsrat (Wirtschaft), bevor er an die US-Botschaft in Koror (Palau) kam, wo er 19 Monate (2013–2015) lang als Chargé d’Affaires a. i. tätig war. Danach war Daley als Botschaftsrat stellvertretender Leiter der Wirtschaftsabteilung der Botschaft in Pretoria (Südafrika) und stellvertretender Direktor im Büro für Wirtschafts- und Entwicklungsangelegenheiten des Büros für internationale Organisationen.

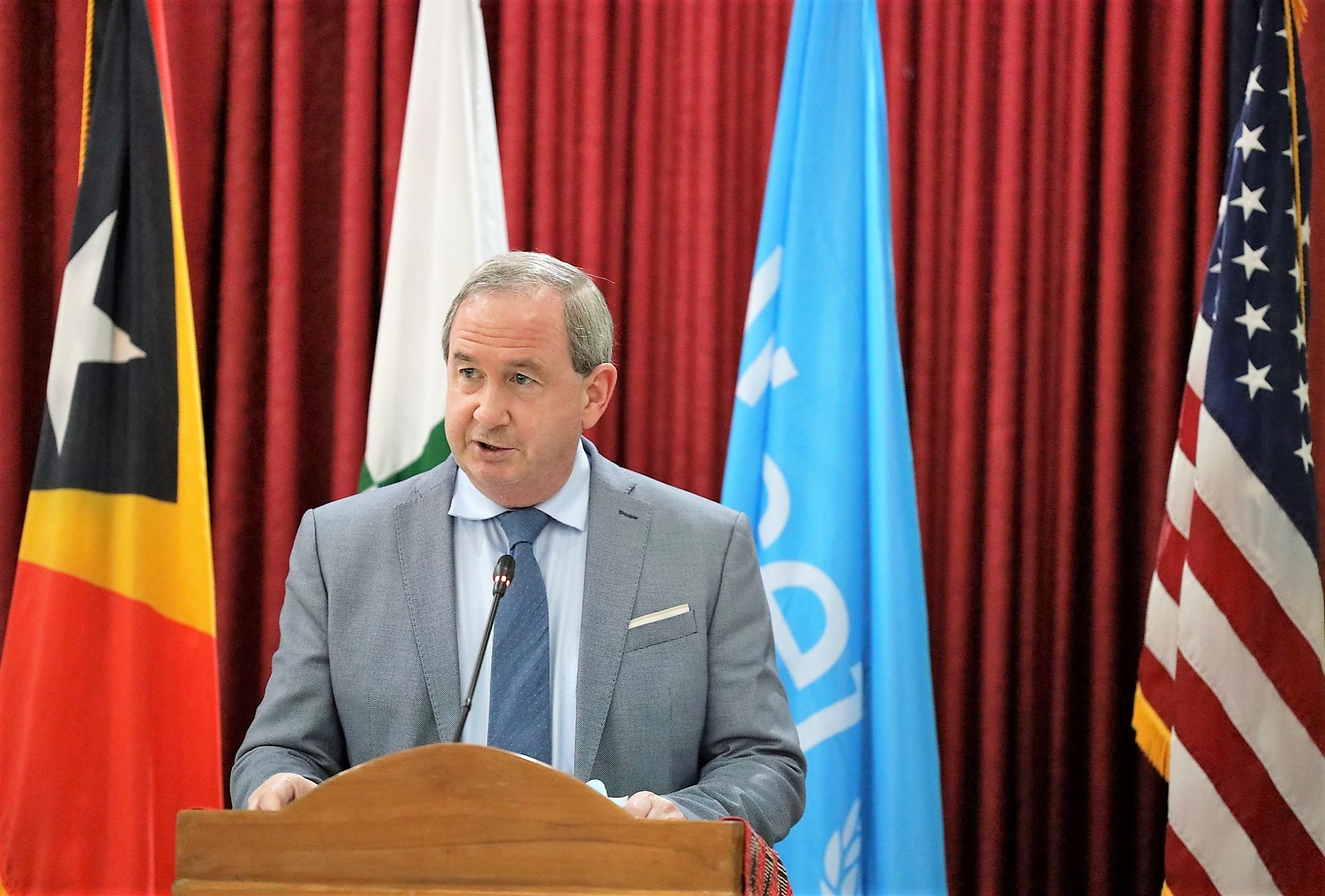
Daley in Osttimor (2021)

Im Juli 2021 kam er nach Dili (Osttimor), wo er den seit März amtierenden Botschafter Charles Kevin Blackstone nach dessen Rücktritt im August als Chargé d’Affaires a. i. ablöste.
Am 13. September 2021 überbrachte Daley der Gesundheitsministerin von Osttimor, Odete Maria Freitas Belo, die Nachricht, dass die USA (durch USAID) weiter  eine Million Dollar für den Kampf gegen die COVID-19-Pandemie zur Verfügung stellt. Damit erreicht der Gesamtbetrag dieser Hilfe fünf Millionen Dollar. Er kündigte auch an, dass die USA eine Quarantänestation für Einreisende in Baucau errichten wird.
Daley erklärte im September 2021 nach einem Gespräch mit dem Parlamentspräsidenten von Osttimor, Aniceto Guterres, angesichts der Fortschritte des Landes in den Bereichen Demokratie und Menschenrechte würden die bilateralen Beziehungen weiter intensiviert.
In einem Gespräch mit Minister Fidelis Leite Magalhães machte Daley am 8. November 2021 deutlich, dass Osttimor nach Analysen der amerikanischen Millennium Challenge Corporation (MCC) gute Werte bei den politischen Indikatoren erreicht habe und somit qualifiziert sei, im Jahr 2022 im amerikanischen Entwicklungsprogramm berücksichtigt zu werden.
Daley wurde im August 2023 von Marc Weinstock als Geschäftsträger ad interim in Dili abgelöst.

## Sonstiges
Daley ist verheiratet und hat zwei Kinder.